# Pelargonium glutinosum
Pelargonium glutinosum é uma espécie de planta com flor pertencente à família Geraniaceae. 
A autoridade científica da espécie é (Jacq.) L'Hér., tendo sido publicada em Geraniologia, t. 20. 1787.

## Portugal
Trata-se de uma espécie presente no território português, nomeadamente no Arquipélago da Madeira.
Em termos de naturalidade é introduzida na região atrás indicada.

## Protecção
Não se encontra protegida por legislação portuguesa ou da Comunidade Europeia.